# 금동 (남원시)
금동(錦洞)은 대한민국 전북특별자치도 남원시의 동이다. 넓이는 2.0km2이고, 인구는 2009년 기준으로 1,977세대, 5,101명이다. 금동은 시내 중심지에 위치하여 예로부터 상권의 중심지 역할을 했으며 남원의 자랑인 광한루원이 자리 잡고 있어 많은 관광객의 발길리 닿는 곳으로 곳곳에 맛과 멋을 즐길 수 있는 여러 여건이 조성되어 있다. 조산동에는 목공예 제품을 생산하는 단지가 형성되어 있어, 남원 명물인 품질 좋은 목기 제품을 만들어 내고 있는 곳이기도 하다.

## 법정동
- 천거동(川渠洞)
- 금동(錦洞)
- 조산동(造山洞)

## 관광
- 광한루원